# استان کامپونگ چام
کمپنگ چام یکی از استان‌های کامبوج است. این استان درزمینهای پست مرکزی رودخانه مکونگ قرار دارد و از شمال به کامپونگ تام از شرق به تانگ خام و از غرب به مرز استان کامپونگ و از جنوب پایلینبه جنوب متصل است. استان کمپنگ چام ۱۶۸۰۶۹۴ نفر جمعیت دارد؛ و دارای ۱۷۵۸ روستا می‌باشد. کمپنگ چام به عنوان دومین استان پرجمعیت‌ترین در کشور است.
فهرست